# محافظة أزوا
محافظة أزوا (بالإسبانية: Provincia de Azua)‏ هي محافظة في جمهورية الدومينيكان، بلغ عدد سكانها 298,246 نسمة وذلك حسب إحصائيات سنة 2014، عاصمتها ازوا، تبلغ مساحتها 2,531.77 كيلومتر مربع.، رمزها البريدي هو 71000.